# Mont Hadley Delta
Mons Hadley Delta

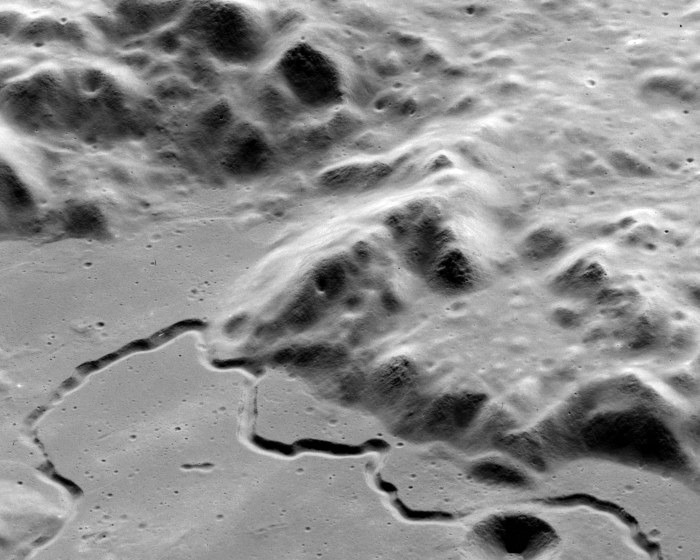
Photographie du mont Hadley Delta.

Le mont Hadley Delta, en latin Mons Hadley Delta, est un massif montagneux lunaire de la partie septentrionale de la chaine des Apennins situé en 27, 5. Il borde la limite sud-est du marais de la Putréfaction. La mission Apollo 15 alunit à une dizaine de kilomètres au nord de son sommet.